# Pałac w Brzózce
Pałac w Brzózce – zabytkowy pałac w Brzózce – wsi w Polsce, w województwie dolnośląskim, w powiecie wołowskim, w gminie Wińsko.

## Opis
Obiekt wybudowany w XVII w., przebudowany w 1840 i w początkach XX w. jest częścią zespołu pałacowego, w skład którego wchodzi jeszcze park z XVIII/XIX w.